# Jeanette Windle
Jeanette Windle (28 de enero de 1960) es una periodista y escritora estadounidense de literatura juvenil y de suspenso, a menudo con temáticas cristianas. En su infancia vivió en zonas rurales y selváticas de Colombia, ya que sus padres eran misioneros. Las experiencias vividas en el país suramericano también han sido una influencia para su obra. Inició su carrera literaria a comienzos de la década de 2000. Sus libros han sido nominados para los Premios Christy, Christian Book, Deserted Island Book, Celebrity Author y el premio Mabel Meadows Staats. Windle es editora de la revista BCM World y ha sido vicepresidente de la Asociación de Escritores del Sur de la Florida.

## Obra

### Serie "Parker Twins"
- Cave of the Inca Re (2001)
- Jungle Hideout (2001)
- Mystery at Death Canyon (2002)
- Captured in Colombia (2002)
- Secret of the Dragon Mark (2002)
- Race for the Secret Code (2002)

### Otros
- CrossFire (2000)
- Jana's Journal (2002)
- Firestorm (secuela de CrossFire) (2004)
- The DMZ (2002)
- Zona de Despeje (2006)
- Betrayed (2008)
- Paz Ardiendo (2008)
- Veiled Freedom (2009)[6]
- Freedom's Stand (2011)
- Congo Dawn (2011)